# South-west Point
Der South-west Point (englisch für Südwestspitze) ist eine Landspitze von Deception Island im Archipel der Südlichen Shetlandinseln. Sie liegt südwestlich des Mount Kirkwood.
Der aus Wales stammende Geologe Donald Durston Hawkes (* 1934) vom Falkland Islands Dependencies Survey karierte sie 1961. Polnische Wissenschaftler benannten sie 1999.